# آلانزو (الهه)
آلانزو، نام پسین Alasuwa، الهه‌ای هوری بود که او را دختر هپات می‌دانستند.

## شخصیت و ارتباط‌ها با سایر خداییان
موقعیت آلانزو در مقام یک خدای جوان به عنوان ویژگی اصلی او در نظر گرفته می شود. به او می‌توان با عنوان زن جوان هپات، dḪepat=(v)e šiduri نامید. اندرو آر. جرج بیان می‌کند که اصطلاح شیدوری به خصوص به خوبی به عنوان لقب او ذکر شده است. او را دختر هپات و تشوب می‌دانستند.

## پرستش
آلانزو در کنار خداییانی همچون خواهر و برادرش شاروما و کونزیشالی و نیز تاکیتو، ناباربی، شووالا، آداما، کوبابا و سایرین به عنوان عضوی از حلقهٔ هپات در کالوتی، گونه‌ای از فهرست پیشکش هوری، گواهی شده است. او همچنین در یک متن آیینی، میان خداییانی ذکر شده است که بر مفهوم شارنا در دین هوری متمرکز است.

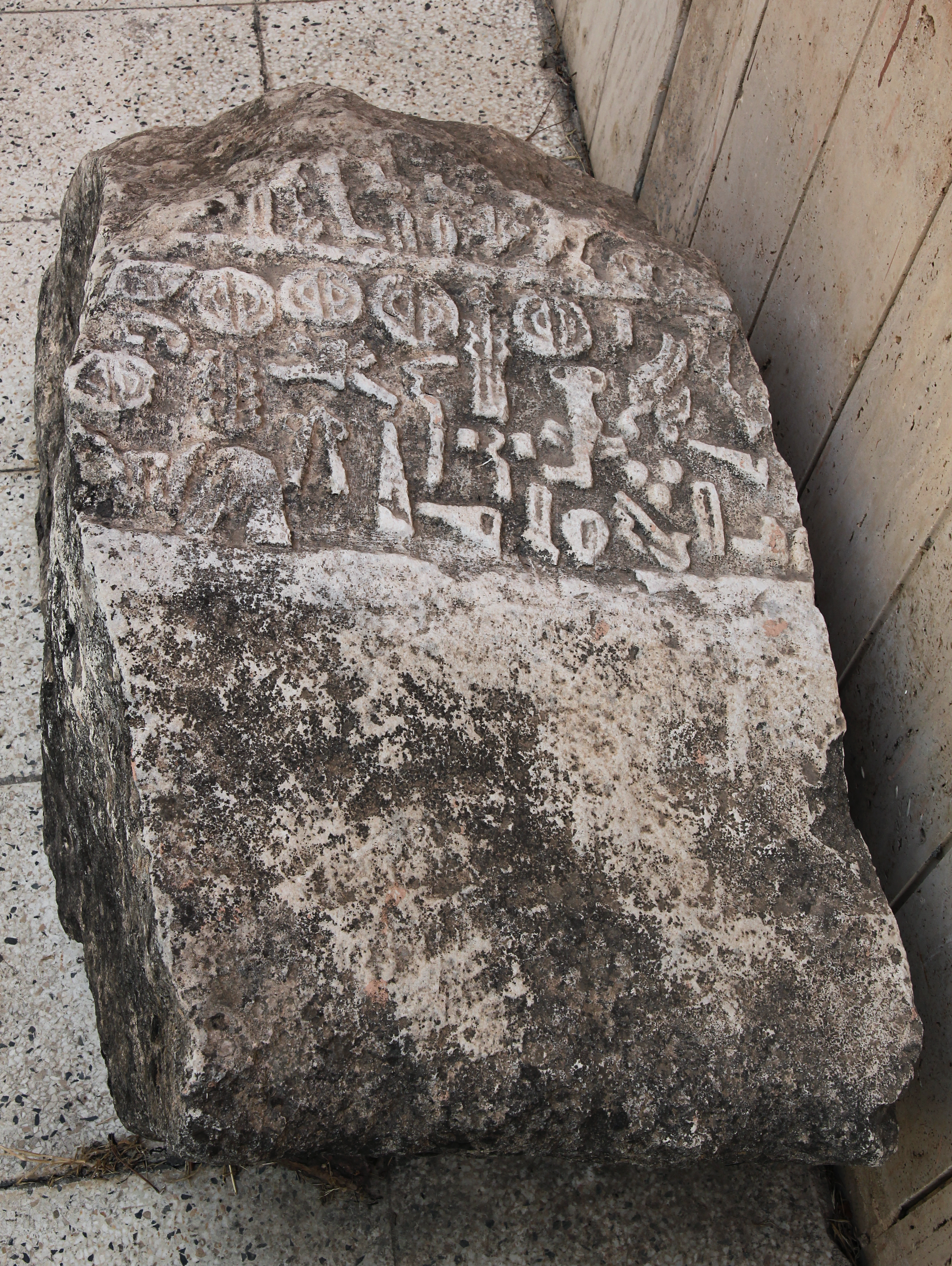
Ancoz 9.

در هزاره اول پیش از دوران مشترک، همچنان در میان لووی‌ها پرستش می‌شد که او را آلاسووا می‌نامیدند.